# Sandra Bubendorfer-Licht

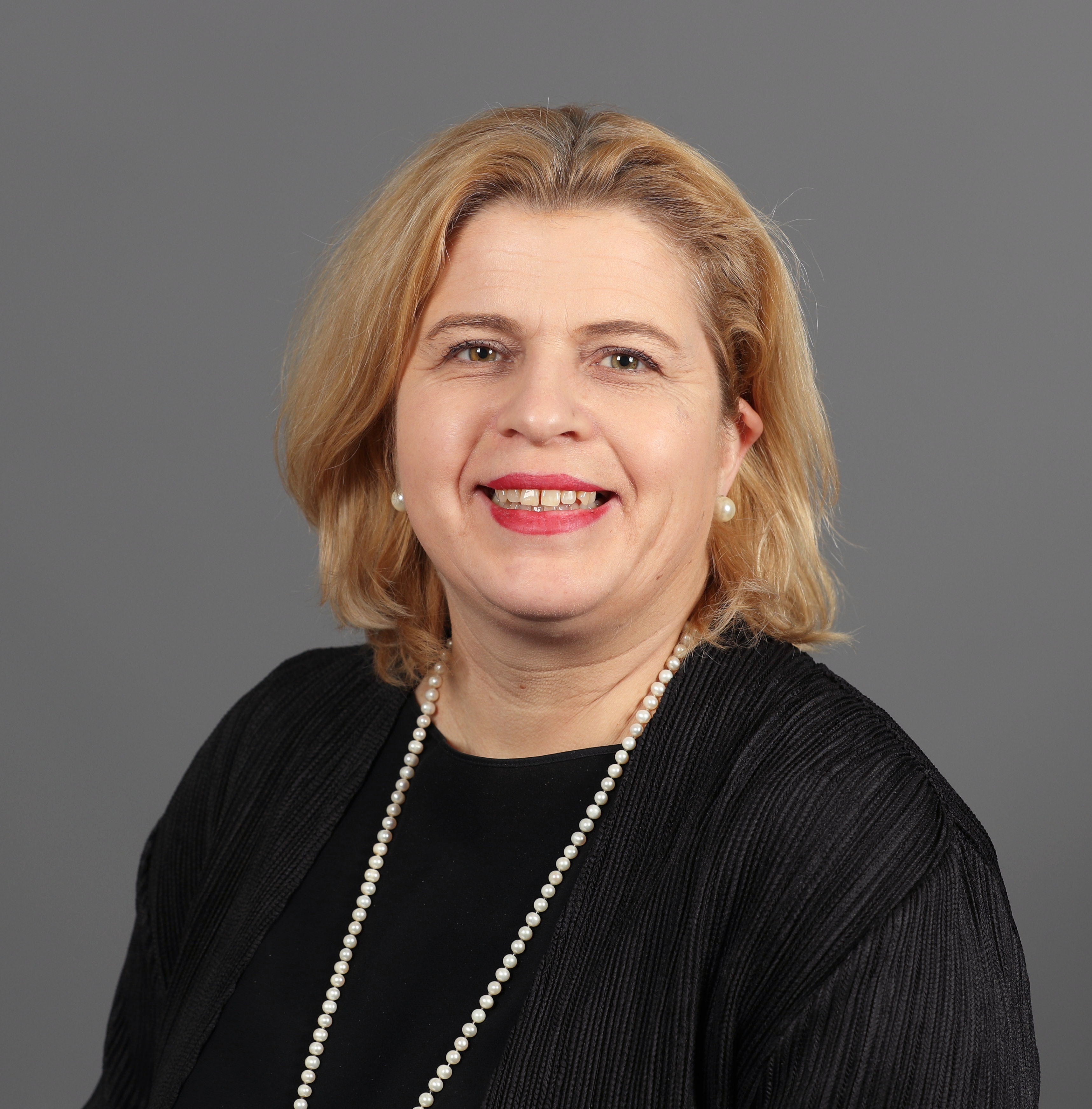
Sandra Bubendorfer-Licht (2020)

Sandra Bubendorfer-Licht (* 5. September 1969 in Mühldorf am Inn) ist eine deutsche Politikerin (FDP). Sie gehörte von 2019 bis 2025 dem Deutschen Bundestag an.

## Leben
Nach ihrem Abitur studierte Budendorfer-Licht am Fremdsprachen- und Dolmetscherinstitut. Sie ist als selbständige Übersetzerin und Dolmetscherin tätig.
Sandra Bubendorfer-Licht ist katholischer Konfession, verheiratet, Mutter zweier Kinder und lebt in Ampfing.

## Politische Laufbahn
Sandra Bubendorfer-Licht ist seit 1998 Mitglied der FDP und seit 2006 Vorsitzende des Kreisverbandes Mühldorf am Inn der FDP Bayern. Von 2012 bis 2018 war sie stellvertretende Bezirksvorsitzende der FDP Oberbayern. Seit dem 1. November 2017 ist sie Kreisrätin im Kreistag Mühldorf am Inn. Im Landesvorstand der FDP Bayern ist sie seit 2011 Mitglied und Beisitzerin.
Bei der Bundestagswahl 2017 war sie Direktkandidatin im Wahlkreis Altötting und kandidierte auf dem Listenplatz 13 für die FDP in Bayern. Am 9. Dezember 2019 rückte sie für den verstorbenen Abgeordneten Jimmy Schulz in den Bundestag nach. Im Bundestag war sie ordentliches Mitglied im Ausschuss für Inneres und Heimat sowie im Petitionsausschuss. Zudem war sie Schriftführerin und stellvertretendes Mitglied im Ausschuss für Arbeit und Soziales.
Bei der Bundestagswahl 2021 konnte sie auf Platz 9 der Landesliste wieder in den Bundestag einziehen. Sie wurde zur Obfrau im Ausschuss für Inneres und Heimat und zur religionspolitischen Sprecherin der FDP-Bundestagsfraktion gewählt.
Sandra Bubendorfer-Licht ist Mitglied der überparteilichen Europa-Union Deutschland, die sich für ein föderales Europa und den europäischen Einigungsprozess einsetzt.